# 도쿠야마 소마
도쿠야마 소마(일본어: 徳山 壮磨, 1999년 6월 6일~)는 일본의 프로 야구 선수이며, 현재 센트럴 리그인 요코하마 DeNA 베이스타스의 소속 선수(투수)이다. 효고현 히메지시 출신이다.

## 상세 정보

### 출신 학교
- 오사카토인 고등학교
- 와세다 대학

### 선수 경력
- 요코하마 DeNA 베이스타스(2022년~)

### 개인 기록

#### 첫 기록(투수)
- 첫 등판: 2024년 3월 30일, 대 히로시마 도요 카프 2차전(요코하마 스타디움), 9회초에 2번째 투수로서 구원 등판·마무리, 1/3이닝 무실점
- 첫 탈삼진: 상동, 9회초에 사카쿠라 쇼고로부터 헛스윙 삼진

### 등번호
- 15(2022년~)